# Hauterive (Yonne)
Hauterive é uma comuna francesa na região administrativa de Borgonha-Franco-Condado, no departamento de Yonne. Estende-se por uma área de 9,56 km². Em 2010 a comuna tinha 408 habitantes (densidade: 42,7 hab./km²).